# 양찬승
양찬승(1963년 ~ ) 은 대한민국의 문화방송 기자 출신 언론인이다.

## 학력 및 경력
- 서울대성고등학교
- 서울대학교 농경제학과 학사
- 1991년 문화방송 공채 기자 입사
- MBC 보도본부 기자
- MBC 편성본부 부국장
- MBC 모스크바 특파원
- MBC 미주법인 대표이사 사장
- 포항문화방송 사장
- 한국방송협회 감사
- 사단법인 서울드라마어워즈 조직위원회 감사

## 출연

### 과거 텔레비전
- 뉴스&정보 피자의 아침 - 기획취재 출연 (2000년)
- 성수대교 붕괴사고 당시 뉴스특보 (1994년)

## 참고 사항
- 1994년 10월 22일 결혼식이 앞둔, 성수대교 붕괴 사고로 현장에 취재하였다.